# (26908) Lebesgue
(26908) Lebesgue est un astéroïde de la ceinture principale.

## Description
(26908) Lebesgue est un astéroïde de la ceinture principale. Il fut découvert le 11 avril 1996 à Prescott (Arizona) par Paul G. Comba. Il présente une orbite caractérisée par un demi-grand axe de 2,51 UA, une excentricité de 0,07 et une inclinaison de 1,7° par rapport à l'écliptique.

## Compléments